# Apostolische exhortatie
Een apostolische exhortatie (Exhortatio Apostolica) is een brief van de paus gericht aan de Kerk. Deze vorm wordt veel gebruikt bijvoorbeeld voor de teksten die verschijnen op gezag van de paus als vrucht van een bisschoppensynode. In dat geval worden ze postsynodale apostolische exhortaties genoemd. Deze documenten zijn leerstellig en niet wetgevend van aard. Tussen de verschillende soorten pauselijke documenten bestaat er een zekere hiërarchie van belang: encyclieken (Litterae encyclicae) hebben een nog grotere autoriteit dan exhortaties.
Aanvankelijk werd ook wel de naam "adhortatie" in plaats van "exhortatie" gebruikt.
Redemptoris Custos en Familiaris Consortio zijn twee voorbeelden van apostolische exhortaties van de hand van Paus Johannes Paulus II. Sacramentum caritatis uit 2007 was de eerste apostolische exhortatie van paus, paus Benedictus XVI. In 2013 verscheen van paus Franciscus de postsynodale exhortatie Evangelii Gaudium, in 2016 Amoris Laetitia en in 2018 Gaudete et exsultate.